# Quailyne Jebiwott Kiprop
Quailyne Jebiwott Kiprop, née le 1er mai 1999, est une athlète kényane.

## Carrière
L'athlète kényane est médaillée d'or du 1 500 mètres aux Jeux africains de 2019 à Rabat.